# A Christmas Album (álbum de Barbra Streisand)
A Christmas Album é um álbum natalino da cantora americana Barbra Streisand, lançado em 1967. O repertório é composto por clássicos do natal, tais como: "Jingle Bells?", "Silent Night" e "White Christmas".
A foto da capa foi tirada enquanto Streisand ensaiava o show que faria no Central Park, intitulado A Happening in Central Park.
Para promove-lo, a Columbia Records fez uma campanha massiva que incluiu propaganda em 35 dos principais jornais americanos (que ao todo atingiriam 100 milhões de pessoas), e o lançamento simultâneo de cinco singles, a fim de que o público conhecesse as canções do disco pelas rádios.
A recepção da crítica especializada foi favorável. O site AllMusic o avaliou com quatro estrelas e meia de cinco e elogiou tanto a escolha das canções quanto os vocais e interpretações da cantora.
Comercialmente, tornou-se um dos mais bem sucedidos de Streisand. Passou cinco semanas em primeiro lugar na lista de álbuns natalinos mais vendidos da revista Billboard, e em 1999 foi certificado pela Recording Industry Association of America com cinco discos de platina. Segundo a Billboard, é o nono álbum de natal mais vendido da história fonográfica dos Estados Unidos, com mais de 5,3 milhões de cópias.
Em 2007, a Custom Marketing Group, filian da Sony BMG Music Entertainment, lançou uma versão remasterizada e com uma nova capa, utilizando um ensaio de fotos do início dos anos de 1970.

## Lista de faixas
Créditos adaptados do encarte do álbum A Christmas Album, de 1967.

### Lado 1
| N.º | Título                                                        | Compositor(es)                        | Duração |  |
| 1.  | "Jingle Bells?" (New adaptation by Jack Gold and Marty Paich) | James Lord Pierpont                   | 1:58    |  |
| 2.  | "Have Yourself a Merry Little Christmas"                      | Ralph Blane, Hugh Martin              | 3:14    |  |
| 3.  | "The Christmas Song (Chestnuts Roasting on an Open Fire)"     | Mel Tormé, Robert Wells               | 4:00    |  |
| 4.  | "White Christmas"                                             | Irving Berlin                         | 3:08    |  |
| 5.  | "My Favorite Things"                                          | Oscar Hammerstein II, Richard Rodgers | 3:09    |  |
| 6.  | "The Best Gift"                                               | Lan O'Kun                             | 3:11    |  |

### Lado 2
| N.º | Título                                   | Compositor(es)                                             | Duração |  |
| 1.  | "Sleep in Heavenly Peace (Silent Night)" | Franz Gruber, Josef Mohr                                   | 3:07    |  |
| 2.  | "Gounod's Ave Maria (Latin Version)"     | Charles Gounod                                             | 3:26    |  |
| 3.  | "O Little Town of Bethlehem"             | Phillips Brooks, Lewis Redner; New adaptation by Jack Gold | 2:58    |  |
| 4.  | "I Wonder as I Wander"                   | John Jacob Niles                                           | 3:18    |  |
| 5.  | "The Lord's Prayer"                      | Albert Hay Malotte                                         | 2:43    |  |

## Certificações e vendas
| Região                                              | Certificação | Vendas    |
| --------------------------------------------------- | ------------ | --------- |
| Austrália (ARIA)                                    | Ouro         | 35 000^   |
| Estados Unidos (RIAA)                               | 5× Platina   | 5,300,000 |
| ^números de vendas baseados somente na certificação |              |           |

## Season's Greetings from Barbra Streisand... and Friends
Em 1969, a gravadora "Columbia Special Produts" junto com a marca "Maxwell House" lançaram uma promoção: na compra de uma lata de café da "Maxwell House" e adicionando mais um dólar, o público poderia levar para casa uma coletânea com canções de Streisand - com cinco faixas retiradas do A Christmas Album -, e de mais três artistas: Jim Nabors, Doris Day e Andre Kostelanetz. A compilação foi intitulada de Season's Greetings from Barbra Streisand... and Friends.

### Lista de faixas
- Créditos adaptados do encarte do álbum Season's Greetings From Barbra Streisand...And Friends, de 1969[16]

Lado A
A Barbra Streisand Program
1. "O Little Town of Bethlehem"
2. "Sleep in Heavenly Peace (Silent Night)"
3. "Gounod's Ave Maria"
4. "The Christmas Song"
5. "The Best Gift"

Lado B
1. "O Holy Night" (Jim Nabors)
2. "Silver Bells" (Doris Day)
3. Medley: "The First Noel" / "It Came Upon The Midnight Clear"; "Oh Come, All Ye Faithful" (Andre Kostelanetz & Orchestra)
4. "Jingle Bells" (Jim Nabors)
5. "Toyland" (Doris Day)
6. "Hark! The Herald Angels Sing" / "Angels We Have Heard on High" (Kostelanetz w/ St. Kilian Boychoir)